# Mercedes (Buenos Aires)
Pour les articles homonymes, voir Mercedes.
La ville de Mercedes est une ville argentine de la province de Buenos Aires, chef-lieu du partido de Mercedes, située à 100 km de la ville de Buenos Aires, et 80 km du grand Buenos Aires.

## Histoire
C'est une des rares villes d'Argentine vers où convergent trois lignes de chemin de fer, ce qui en fait un carrefour important. La ville est ainsi en communication avec les grands centres intérieurs et extérieurs : Buenos Aires, toute la plaine pampéenne, la Cordillère des Andes et le Pacifique. La ville est le chef-lieu d'un département judiciaire, est le siège d'un archevêché et possède diverses entités financières et bancaires. En outre  elle possède un aérodrome avec deux pistes d'atterrissage pour avions de petite et moyenne envergure. En 2006, elle avait environ 65 000 habitants.

## Personnalités liées à la ville
- Jorge Rafael Videla
- Hugo Diaz Càrdenas